# Kortesjärvi
Kortesjärvi este o fostă comună din Finlanda.